# Kálmáncsa
Kálmáncsa é um município da Hungria, situado no condado de Somogy. Tem 48,85 km² de área e sua população em 2019 foi estimada em 631 habitantes.